# Asotin
Asotin (kiejtése: əˈsoʊtən) az Amerikai Egyesült Államok északnyugat részén, Washington állam Asotin megyéjében elhelyezkedő város, a megye székhelye. A 2010. évi népszámlálási adatok alapján 1251 lakosa van.
Az „Asotin” név a Nez Perce indiánok egy szavából ered, melynek jelentése „Angolna-patak”. A települést 1878-ban alapította Alexander Sumpster, 1881-ben pedig kikötőt létesítettek itt.

## Éghajlat
| Hónap                         | Jan.  | Feb.  | Már.  | Ápr. | Máj. | Jún. | Júl. | Aug. | Szep. | Okt. | Nov.  | Dec.  | Év    |
| ----------------------------- | ----- | ----- | ----- | ---- | ---- | ---- | ---- | ---- | ----- | ---- | ----- | ----- | ----- |
| Rekord max. hőmérséklet (°C)  | 18,9  | 22,2  | 26,7  | 36,7 | 40,0 | 43,9 | 47,2 | 46,1 | 42,2  | 34,4 | 25,0  | 18,9  | 47,2  |
| Átlagos max. hőmérséklet (°C) | 5,6   | 8,3   | 12,8  | 16,7 | 21,7 | 26,1 | 31,7 | 31,7 | 25,6  | 17,2 | 8,9   | 4,4   | 17,6  |
| Átlagos min. hőmérséklet (°C) | −1,1  | −0,6  | 2,2   | 4,4  | 8,3  | 11,7 | 15,6 | 15,0 | 10,6  | 5,0  | 1,1   | −2,2  | 5,9   |
| Rekord min. hőmérséklet (°C)  | −30,0 | −27,8 | −16,7 | −6,7 | −5,0 | 1,1  | 5,0  | 5,0  | −2,8  | −9,4 | −19,4 | −30,6 | −30,6 |
| Átl. csapadékmennyiség (mm)   | 27    | 21    | 29    | 34   | 41   | 32   | 17   | 18   | 17    | 24   | 30    | 25    | 315   |
| Forrás: The Weather Channel   |       |       |       |      |      |      |      |      |       |      |       |       |       |

## Népesség
A 2010-es népszámláláskor a városnak 1251 lakója, 500 háztartása és 352 családja volt. A népsűrűség 422,6 fő/km2. A lakóegységek száma 537, sűrűségük 181,4 db/km2. A lakosok 93,5%-a fehér, 1%-a afroamerikai, 1,5%-a indián, 0,6%-a ázsiai, 1%-a a Csendes-óceáni szigetekről származik, 0,2%-a egyéb, 2,2%-a pedig kettő vagy több etnikumú. A spanyol vagy latino származásúak aránya 2,2% (0,1% mexikói,   0,1% egyéb spanyol vagy latino származású.)
A háztartások 33%-ában élt 18 évnél fiatalabb. 51,6% házas, 13,2% egyedülálló nő, 5,6% egyedülálló férfi, 29,6% pedig nem család. 24% egyedül élt; 11,2%-uk 65 éves vagy idősebb. Egy háztartásban átlagosan 2,5 személy élt; a családok átlagmérete 2,93 fő.
A medián életkor 41 év volt. A város lakóinak 25,3%-a 18 évesnél fiatalabb, 6,7% 18 és 24 év közötti, 22,8%-uk 25 és 44 év közötti, 27,8%-uk 45 és 64 év közötti, 17,6%-uk pedig 65 éves vagy idősebb. A lakosok 46,8%-a férfi, 53,2%-a pedig nő.

## Híres személyek
- Duane Weldon Rimel – regényíró
- Franklin Lee Baldwin – rajongói művek szerzője
- Jesse Davis – a Miami Dolphins offensive tackle-je
- Kenneth W. Ford – üzletember